# Franco Forini
Franco Forini (22 de Setembro de 1958) é um ex-automobilista suíço.  Participou de três GPs de Fórmula 1, estreando em 6 de Setembro de 1987. Não marcou pontos no campeonato.